# Carl Volhard
Carl Georg Ferdinand Volhard (* 26. November 1802 in Darmstadt; † 5. Mai 1887 ebenda) war ein hessischer Anwalt und Abgeordneter der 2. Kammer der Landstände des Großherzogtums Hessen.
Carl Volhard, der evangelischer Konfession war, studierte ab 1820 Rechtswissenschaft an der Universität Gießen. 1825 wurde er Advocat und Prokurator am Hofgericht Gießen und 1848 Kammeranwalt für die Provinz Starkenburg mit dem Titel Justizrat. 1850 wurde er entlassen. 1880 bis 1886 war er Rechtsanwalt am Landgericht und am Oberlandesgericht Darmstadt.
1848 war er Mitglied des Vorparlaments. 1848 bis 1849, 1849 bis 1856 und erneut 1862 bis 1872 gehörte er der Zweiten Kammer der Landstände an. Er wurde für den Wahlbezirk Starkenburg 9/Erbach, dann für den Wahlbezirk Starkenburg 8/Beerfelden und zuletzt für den Wahlbezirk Starkenburg 6/Reinheim gewählt.